# Victrix gracilis
Victrix gracilis är en fjärilsart som beskrevs av Wagner 1931. Victrix gracilis ingår i släktet Victrix och familjen nattflyn. Inga underarter finns listade i Catalogue of Life.